# Dassault Falcon Guardian

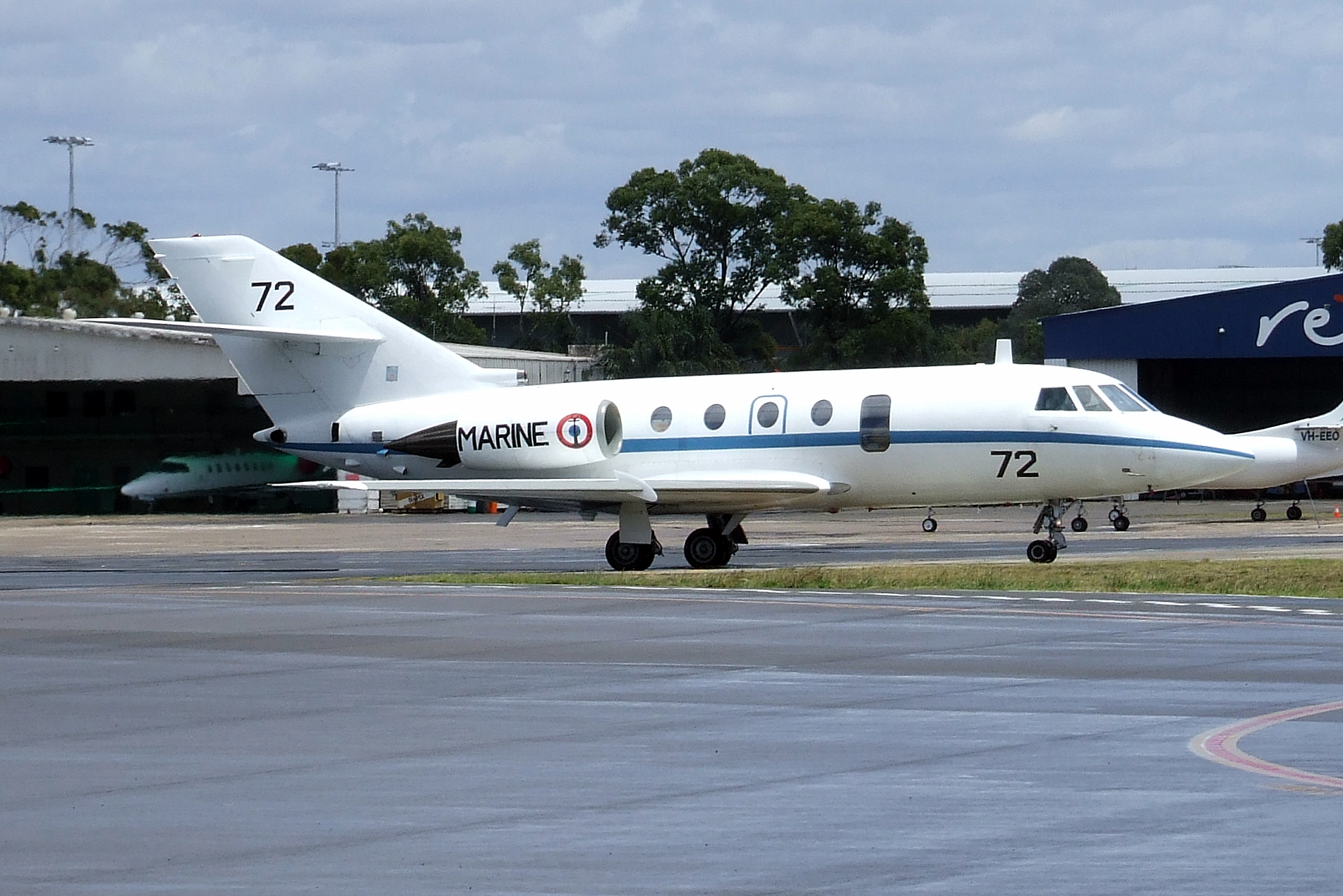
Un Falcon Gardian (la versione francese del Guardian)

Il Dassault Falcon Guardian è un biturbina multiruolo ad ala bassa sviluppato dall'azienda francese Dassault Aviation e prodotto, oltre che dalla stessa, dalla sussidiaria statunitense Falcon Jet Corporation per il mercato militare locale.
Svolge il ruolo di aereo da pattugliamento marittimo e da ricognizione.

## Storia del progetto
Nel giugno 1971, La United States Coast Guard lancia il programma HX-XX MRS, per il rimpiazzo dei suoi idrovolanti Grumman HU-16E Albatross. L'apparecchio richiesto doveva ricoprire funzioni di ricerca, di salvataggio e di protezione dell'ambiente e delle coste. La Dassault riuscì a fornire gli aerei alla guardia costiera USA, nonostante il buy American Act.
Gli aerei furono assemblati a Little Rock, in Arkansas, dalla Falcon Jet Corporation, una società della Dassault.

## Tecnica
Sostanzialmente l'aereo deriva dal Dassault Falcon 20, alla quale sono stati cambiati soltanto i motori con dei Garret ATF-3-6 e con alcune migliorie per adattare l'aereo all'uso che la Guardia Costiera voleva farne. Le principali caratteristiche sono:
- dotazione di attrezzature per il salvataggio in cabina;
- un faro allargabile;
- serbatoi aggiuntivi;
- avionica aggiornata alle norme militari statunitensi;
- aggiunta di tre punti di fissaggio per carichi esterni.

## Versioni
- HU-25 A Guardian (Falcon Guardian) per la United States Coast Guard (derivato dal Falcon 20 G)
- Falcon Gardian per la Marine nationale (derivato dal Falcon 20 H) [ 48 • 65 • 72 • 77 • 80 ]

Escadrille 9S sulla BAN Tontouta (Nuova Caledonia) dal 1983 al 2000
Escadrille 12S sulla Base aérienne 190 Tahiti-Faa'a (Polinesia francese) dal 1984 al 2000
Flottille 25F sulla BAN Tontouta e sulla Base aérienne 190 Tahiti-Faa'a dal 2000 ad oggi e tra il 2001 e il 2003 anche sulla Base aérienne 365 Lamentin (Martinica)